# Maternus
Maternus — imię męskie pochodzenia łacińskiego, oznaczające "macierzyński". 
Żeńską formą imienia jest Materna.

Jego odpowiednikami są:
- Matern w języku niemieckim (występuje też Maternus)
- Materne w języku francuskim
- Materno w języku włoskim

Maternus imieniny obchodzi:
- 18 lipca, jako wspomnienie św. Materna, biskupa Mediolanu
- 14 września, jako wspomnienie św. Maternusa, biskupa Kolonii i Trewiru i Tongeren.